# Siccia paucipuncta
Siccia paucipuncta är en fjärilsart som beskrevs av George Francis Hampson 1918. Siccia paucipuncta ingår i släktet Siccia och familjen björnspinnare. Inga underarter finns listade i Catalogue of Life.